# يونانيون كبادوكيون
اليونانيون الكبادوكيون (اليونانية: Έλληνες Καππαδόκες; التركية: Kapadokyalı Rumlar)، أو ببساطة الكابادوكيين هم مجتمع يوناني من السكان الأصليين في المنطقة الجغرافية كبادوكيا الواقعة في وسط شرق الأناضول، أو تقريبًا محافظة نوشهر والمحافظات المحيطة بها في جمهورية تركيا الحديثة. استمر الوجود اليوناني في منطقة كابادوكيا منذ العصور القديمة.
إعتنق أغلب اليونانيين الكبادوكيين الديانة المسيحية على مذهب الأرثوذكسية الشرقية. خلال العهد العثماني تبنّت الجماعات المسيحية الأرثوذكسية من اليونانيين الكبادوكيين اللغة والثقافة التركية، وتحدثت الجماعات اليونانية الأرثوذكسية الكبيرة في منطقة الأناضول خصوصًا في كبادوكيا اللغة التركية كلغة أم وتبنت القومية التركية منذ القرن السابع عشر بعدما تعرضت لحملات تتريك. وبقت هذه الجماعة في تبعية دينية تحت نفوذ بطريركية القسطنطينية المسكونية.
في عام 1923 قانت اتفاقية التبادل السكاني بين اليونان وتركية وهي مرتكزة على أساس الهويّة الدينية، وتتضمن نقل المسيحيين اليونانيين الذين يعيشون في تركيا إلى اليونان ونقل المواطنين المسلمين الذي يعيشون في اليونان إلى تركية، هو كان تبادل السكانيّ الإلزامي الأول الواسع النطاق في القرن العشرين. شملت إتفاقية تبادل السكان اليونانيين الكبادوكيين وتم نقل غالبية اليونانيين الكبادوكيين إلى حدود اليونان الحديثة. اليوم يمكن العثور على نسل اليونانيين الكبادوكيين في جميع أنحاء اليونان والشتات اليوناني في جميع أنحاء العالم.